# País fictício

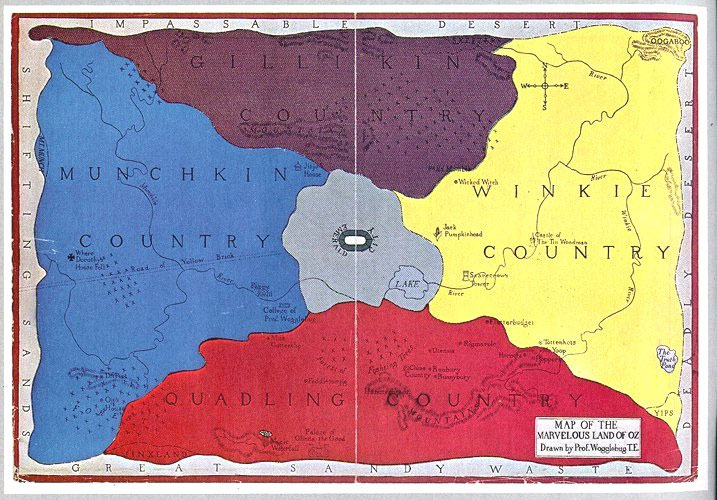
Mapa da Terra de Oz, o país fictício do livro O Maravilhoso Mágico de Oz.

Mapa da ilha fictícia de Sodor usado nas histórias de Thomas the Tank Engine.

Países fictícios usados no romance Nineteen Eighty-Four.

Um país fictício também chamado de país alternativo ou de país imaginário é um país que é feito de histórias fictícias, e não existe na vida real, ou um país em que as pessoas acreditam sem provas. Os marinheiros sempre confundiram nuvens baixas com massas de terra, e em tempos posteriores foi dado o nome de capas holandesas. Outras terras fictícias aparecem mais comumente como cenários ou assuntos de mitos, literatura, filmes ou videogames. Elas também podem ser usadas por razões técnicas na realidade real para uso no desenvolvimento de especificações, tais como o país fictício da Bookland, que é usado para permitir que os códigos de "país" EAN 978 e 979 sejam usados para números ISBN atribuídos a livros, e o código 977 seja atribuído para uso para números ISSN em revistas e outros periódicos. Além disso, o código de país ISO 3166 "ZZ" é reservado como um código de país fictício.[carece de fontes?]
Os países fictícios aparecem comumente em histórias de ficção científica iniciais (ou romance científico). Tais países supostamente fazem parte da paisagem normal da Terra, embora não estejam localizados em um atlas normal. Contos semelhantes posteriores ocorreram com freqüência em planetas fictícios.[carece de fontes?].
O protagonista de Jonathan Swift, Lemuel Gulliver, visitou vários lugares estranhos. Edgar Rice Burroughs colocou aventuras de Tarzan em áreas da África que, na época, permaneciam em sua maioria desconhecidas para o Ocidente e para o Oriente. Ilhas isoladas com estranhas criaturas e/ou costumes gozaram de grande popularidade na época destes autores. No século XIX, quando os exploradores ocidentais haviam pesquisado a maior parte da superfície da Terra, esta opção estava perdida para a cultura ocidental. Posteriormente, sociedades fictícias utópicas e distópicas tenderam a surgir em outros planetas ou no espaço, seja em colônias humanas ou em sociedades alienígenas originárias de outros lugares. Países fictícios também podem ser usados em histórias ambientadas num futuro distante, com outras fronteiras políticas do que hoje.[carece de fontes?]
Os quadrinhos de super-heróis e agentes secretos e alguns thrillers também usam países fictícios na Terra como cenários de fundo. A maioria desses países existe apenas para uma única história, um episódio da série de TV ou uma edição de uma história em quadrinhos. Há exceções notáveis onde os países fictícios aparecem como elementos de enredo recorrentes, como por exemplo: Qumar e Kundu Equatorial (The West Wing); Latvéria (Marvel Comics); e Qurac e Bialya (DC Comics).[carece de fontes?]

## Objetivos

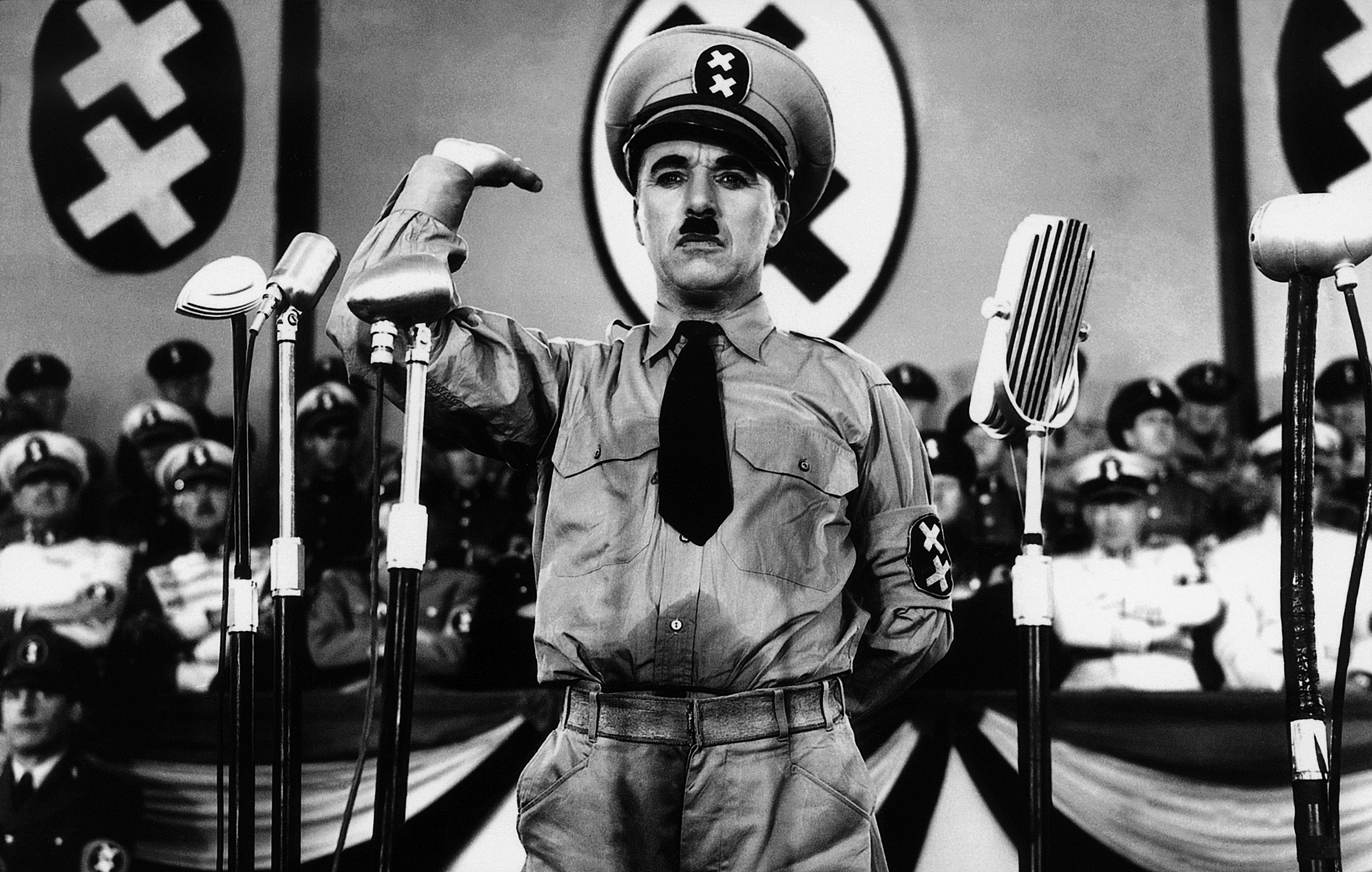
Charlie Chaplin zomba de Adolf Hitler em um cenário que ridiculariza a Alemanha nazista e sua liderança, e usa traições duplas como troça da suástica nazista.

Os países fictícios muitas vezes se assemelham ou até representam algum país do mundo real ou apresentam uma utopia ou distopia para comentários. Variantes do nome do país às vezes deixam claro o país que realmente têm em mente. Ao usar um país fictício ao invés de um país real, os autores podem exercer maior liberdade na criação de personagens, eventos e cenários, ao mesmo tempo em que apresentam um local vagamente familiar que os leitores podem reconhecer. Um país fictício deixa o autor livre das restrições da verdadeira história, política e cultura de uma nação real, e pode, assim, permitir maior liberdade na construção de tramas e ser isento de críticas por difamar uma nação, partido político ou povo real. A fictícia "Tomania" (uma paródia da Alemanha nazista com o nome de ptomaine) serve de cenário para O Grande Ditador de Charlie Chaplin e espeta um regime infame de fanatismo religioso, militarismo, racismo, intimidação diplomática e violações das liberdades civis.
Países fictícios também são inventados com o propósito de cenários de treinamento militar, por exemplo, ao grupo de ilhas ao redor do Havaí foram atribuídos os nomes "Blueland" e "Orangeland" no exercício marítimo internacional, RIMPAC 98.

## Em pesquisa de opinião
Países fictícios foram criados para fins de pesquisa de opinião. Quando pesquisados em abril de 2004, 8% dos britânicos acreditavam que o país [fictício] de Luvania logo aderiria à União Européia. Na Pesquisa Social Geral de 1989, os respondentes americanos foram convidados a classificar o status social das pessoas de origem "Wisian", uma herança nacional fictícia. Enquanto a maioria dos entrevistados disse que não podia colocar os Wisians na hierarquia social dos EUA, aqueles que classificaram seu status como bastante baixo, dando uma média de 4,12 em uma escala de 9 pontos, onde 9 era a posição social mais alta. "Uma vez que você deixa os Wisianos entrarem, o bairro vai para a panela", respondeu a revista Time.

## Casos questionáveis
Países de histórias, mitos, lendas, que alguns acreditam existir, ou ter existido em algum momento:
- Atlântida
- Aztlán
- Eldorado
- Lemúria (continente)
- Lyonesse
- Mu (continente)
- Ofir (em 1946, um fragmento de cerâmica inscrito foi encontrado em Tell Qasile (na atual Tel Aviv) datado do século VIII a.C. Ele traz, em escrita paleo-hebraica, o texto "ouro de Ofir para/para Beth-Horon ... 30 shekels". A descoberta confirma que Ofir era um lugar de onde o ouro era importado, embora sua localização permaneça desconhecida.)
- Shangri-La ou Shambhala

## Livros
- Alberto Manguel & Gianni Guadalupi: O Dicionário dos Lugares Imaginários. ISBN  0-15-626054-9
- Brian Stableford: O Dicionário de Lugares de Ficção Científica . Simon & Schuster, 1999. ISBN 978-0684849584